# São Miguel do Outeiro
São Miguel do Outeiro ist ein Ort und eine ehemalige Gemeinde (Freguesia) im portugiesischen Kreis Tondela. Die Gemeinde hatte 916 Einwohner (Stand 30. Juni 2011).
Am 29. September 2013 wurden die Gemeinden São Miguel do Outeiro und Sabugosa zur neuen Gemeinde União das Freguesias de São Miguel do Outeiro e Sabugosa zusammengeschlossen. São Miguel do Outeiro ist Sitz dieser neu gebildeten Gemeinde.